# 片浜村
片浜村（かたはまむら）は、静岡県東部、駿東郡にあった村である。現在の沼津市西部、片浜地区・今沢地区にあたる。

## 交通

### 鉄道
村内に東海道本線が通っていたが、駅はなかった。現在は旧村域に片浜駅があるが、当時は未開業。

### 道路
- 国道1号

## 歴史
- 1889年（明治22年）4月1日 - 町村制施行により、駿東郡大諏訪村、小諏訪村、東間門村（大部分）、西間門村、松長村、今沢村、沼津本町（一部）が合併し、片浜村が発足。
- 1944年（昭和19年）4月1日 - 金岡村、大岡村、静浦村とともに沼津市に編入。